# Tadeusz Joteyko
Tadeusz Joteyko (ur. 1 kwietnia 1872 w Poczujkach k. Kijowa, zm. 20 sierpnia 1932 w Cieszynie) – polski kompozytor, dyrygent chórów, pedagog. 

## Życiorys
Urodził się w Poczujkach - majątku należącym do rodziców Tadeusza Lucjana i Karoliny z Odrowążów Kurzańskiej. Miał troje rodzeństwa, w tym Józefę Joteyko, wybitną uczoną, neurolog, psycholog, pedagog i lekarz. W 1873 razem z rodziną przeniósł się do Warszawy. Od 12. roku życia uczył się gry na skrzypcach. W latach 1889–1891 studiował w konserwatorium w Brukseli, a w 1891–1895 w Instytucie Muzycznym w Warszawie, gdzie był uczniem Zygmunta Noskowskiego (kompozycja) i Aleksandra Cinka (wiolonczela); już podczas studiów działał jako dyrygent chórów. W 1897 został dyrygentem towarzystwa śpiewaczego Lutnia w Radomiu. W latach 1900–1902 był wiolonczelistą w Teatrze Wielkim w Warszawie, od 1902 dyrygentem towarzystwa muzycznego w Łodzi, a następnie w Kaliszu. W 1914 osiadł na stałe w Warszawie, gdzie został profesorem konserwatorium. Występował w Warszawie na licznych koncertach jako dyrygent zespołów chóralnych, a podczas I wojny światowej również jako dyrygent orkiestry symfonicznej filharmonii. Popularyzował muzykę: organizował koncerty szkolne, wygłaszał prelekcje o muzyce, pisał książki i artykuły. Był współzałożycielem, a następnie prezesem Stowarzyszenia Przyjaciół Sztuki, w którym przeprowadził szereg koncertów poświęconych współczesnej muzyce polskiej. W ostatnim roku życia pełnił funkcję wiceprezesa i skarbnika Stowarzyszenia Kompozytorów Polskich.
Spoczął na cmentarzu Powązkowskim w Warszawie (kwatera 114-1-20).

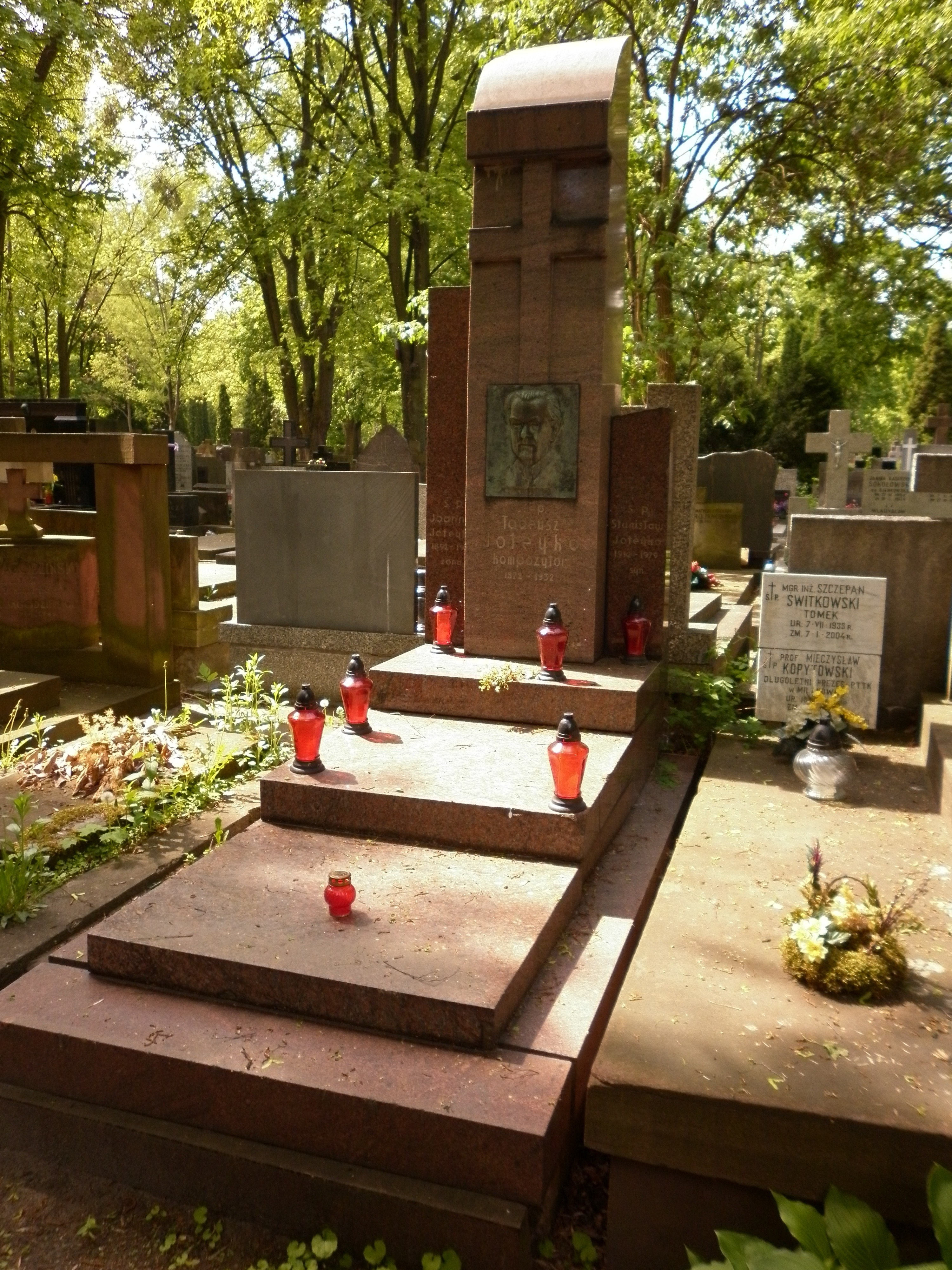
Grób Tadeusza Joteyki na cmentarzu Powązkowskim

## Wybrane dzieła
Był encyklopedystą. Został wymieniony w gronie 180 edytorów pięciotomowej Ilustrowanej encyklopedii Trzaski, Everta i Michalskiego wydanej w latach 1926–1928 gdzie zredagował hasła związane z współczesną muzyką polską  . Napisał również:
Opery: Grajek (wykonana w  Warszawie 1919), Zygmunt August (1925), Królowa Jadwiga (1928), Kiliński (pozostawiona w rękopisie); muzyki orkiestrowej: Szkice morskie (1924), autor śpiewników i podręczników muzyki m.in. Zasady muzyki (1914).

## Ordery i odznaczenia
- Krzyż Oficerski Orderu Odrodzenia Polski (7 listopada 1925)[5]